# EMI Music Poland
EMI Music Poland / Pomaton est un label discographique, créé en 1992 par Piotr Kabaj, Tomasz Kopeć, Monika Zapendowska et Piotr Kostro, filiale depuis 1995 du groupe EMI en Pologne. Les genres édités sont notamment le pop, le rock et le rap.

## Catalogue
Parmi les interprètes, on peut relever environ une moitié d'artistes polonais :
Agnieszka Włodarczyk, Lidia Kopania, Feel, Edyta Górniak, Patrycja Markowska, Bajm, Bohema, Michał Bajor, Ewa Bem, Budka Suflera, Blue Café, Elektryczne Gitary, Marek Grechuta, Reni Jusis, Kasia Klich, KaRRamBa, Antonina Krzysztoń, Dżem, Anita Lipnicka, Maanam, Mela Koteluk, Molesta Ewenement, Mor W.A., My Riot, Myslovitz, Pokahontaz, Pezet, Piersi, John Porter, Raz, Dwa, Trzy, Republika, Ryszard Rynkowski, Irena Santor, Katarzyna Skrzynecka, Stanisław Sojka, Stare Dobre Małżeństwo, Justyna Steczkowska, Sidney Polak, T.Love, Grzegorz Turnau, Varius Manx, Voo Voo, Shazza, Wilki, Natalia Lesz, Alexandra, Electric Rudeboyz, Sylwia Grzeszczak.